# Fábulas del Bosque Verde
Las Fábulas del Bosque Verde (también conocida como Fábulas del Verde Bosque, Johnny cola de mapache, Las aventuras de Juanito o Los cuentos del bosque)  (山ねずみロッキーチャック Yama Nezumi Rokkī Chakku?) es un anime adaptación de una serie de libros publicados entre 1910 y 1920, escritos por Thornton W. Burgess, y que fueron convertidos en dibujos por la industria japonesa. Emitidos por Fuji TV desde el 7 de enero de 1973 al 30 de diciembre de 1973, la serie consistió en 52 episodios, y se creó en los estudios de animación de Zuiyo Eizo (predecesor de Nippon Animation). El lanzamiento de la serie en Canadá corrió a cargo de Ziv International a partir de 1978.
La serie ha sido emitida en muchos países fuera de Japón. En España fue televisada a mediados de los ochenta por Televisión Española y en La2 en los noventa. En Venezuela fue transmitida siempre por el canal del Estado, Venezolana de Televisión (VTV) Canal 8 y su hermano Canal 5, La Televisora Nacional. En México sólo fue transmitida en algunas cadenas pequeñas como el Canal 6 de Guadalajara. En Perú fue transmitida todas las mañanas por Panamericana Televisión. En Chile fue transmitida por UCV Televisión. En Colombia fue transmitida por el Canal A. En Ecuador fue transmitida por Gama TV. En Panamá fue transmitida por Telemetro Canal 13. En Costa Rica fue transmitida por el Canal 13. En Puerto Rico fue emitida por el canal 2. En Bolivia fue transmitida por el Canal 7. En Nicaragua fue transmitida por el Canal 12. En Guatemala fue transmitida por el Canal 5. En Honduras fue transmitida por Vica TV. En República Dominicana fue transmitida por el canal 13. En Trinidad y Tobago fue emitida por el canal ttt. La serie también se ha emitido en las Islas Caimán.
El doblaje más conocido en todos los países hispanohablantes es original de México, así como la introducción interpretada por
Juan Guillermo Aguirre.

## Sinopsis
La serie trata sobre la naturaleza, el cambio de las estaciones y la vida de los animales en un bosque de Norteamérica en las estribaciones de las Montañas Rocosas.
El personaje central de la historia es una marmota, que en España se llamó Johnny o Juanito y su novia llamada Polly aunque a veces se tradujo como Juanita. Junto a ellos destacan en sus aventuras para ayudarles y protegerles del hombre, del zorro Brillantín y de la comadreja, sus principales enemigos: el conejo Pedro, inofensivo pero los metía en problemas por ser muy chismoso y cobarde, el oso Boris recién llegado al bosque, Blas la nutria y Beto la foca que viven a orillas del río, Jaime el zorrillo, el pájaro Parlotín o Parlanchín dando con frecuencia noticias frescas a los habitantes del Bosque Verde, la rana Don Sabiondo siempre dando buenos consejos y moralejas, la ardilla Cascanueces, Tío Benito el ratón y otros amigos.

## Capítulos
La serie consta de 52 capítulos aunque no todos llevaban título, dependiendo del país de emisión:
01. Primavera en el Bosque Verde
02. La llamada del bosque
03. Juanito construye su casa
04. Busquen al monstruo
05. El ladrón de peces / El oso Boris está hambriento
06. El monstruo desconocido
07. Venganza aguda del diente / Los amigos del bosque / Llega la Comadreja
08. La presa / El arroyo risueño
09. Los Cuatro pillos
10. Cuando los críos se van
11. La venganza de Parlotín
12. La entrada secreta de Juanito
13. Brillantín recibe su lección
14. Pedro en peligro mortal / Brillantín y la Comadreja quieren atrapar a Pedro
15. El viejo sapo / El sapo cantor
16. Ayuda de emergencia / Ramón se queda sin casa
17. Paco el castor hace su casa con amor
18. La caza del pato / La Sra. Cuak
19. La búsqueda del Sr. Pato
20. Alarma en la casa del pollo / Brillantín y Manchitas
21. Un pájaro divertido / La llegada del Mirlo
22. Confusión / Las bromas del Mirlo burlón
23. El oso es la materia / Tom y el oso Boris
24. Las placas que caen / Las trampas
25. Una alcaparra con consecuencias / La jugarreta de Pedro
26. El sombrero fantasma
27. El Sr. cóndor viene al bosque
28. El secreto del cóndor
29. Coyote Y Gabriel / Cuídate mucho, Brillantín
30. El viejo Coyote da una lección de astucia a la abuela zorra
31. La garza piernaslargas
32. Nobleza obliga
33. Felices sueños
34. El viaje Del Abuelo Sabiondo
35. La trampa de la abuela
36. Valor A Toda Prueba
37. El cachorro extraviado
38. Zorro y liebres / El cazador cazado
39. La Jactancia de Cascanueces / Cascanueces presumido
40. Tirones rocosos en el mundo / En busca de aventuras
41. El hambre traiciona
42. La trampa
43. Pedro se cambia el nombre
44. Tom y la pequeña codorniz
45. Una sorpresiva lunada / La fiesta de la luna
46. Parlotín aprende la lección
47. El gran apetito del oso
48. Pedro también quiere hibernar
49. El pequeño Daniel
50. Cuidado con la trampa Pedro
51. ¿De quién es la otra huella?
52. La hibernación de Juanito / Hasta que llegue la primavera

## Personajes
- Juanito la marmota
- Juanita
- Señor Pradera o Juan Marmota, Papá de Juanito
- Señora Pradera, Mamá de Juanito
- Cuca y Kiko, hermanos de Juanito
- Pedro y Orejín, los conejos
- Parlanchín o Parlotín, el arrendajo azul
- Blas o Juan la nutria y Alberto o Beto el visón
- Paquita la codorniz
- Jaime el zorrillo
- Ramón el mapache
- Cascanueces y Carlitos, las ardillas
- Boris el oso perezoso
- Brillantín el zorro
- Abuela de Brillantín
- La Comadreja
- La Serpiente
- Colirrojo o Pata blanca, el halcón
- El Coyote
- El Señor Cóndor
- Señor y Señora Cuak, patos
- Don sabiondo la rana
- El sapo cantor
- La tortuga
- El búho
- La garza Piernaslargas
- Paco el castor
- Gabriel el tejón
- El cuervo Negrín
- El lobo negro
- La golondrina
- Marmoto
- Mirlo
- Carpintonto, el pájaro carpintero
- Tío Benito, el ratón y su familia
- Daniel el ratón de campo
- Javier, la rata almizclera
- Púas, el puercoespín
- Manchitas, el perro de la granja
- Minino, el gato
- Señor Brown, dueño de la granja
- Tom, hijo del señor Brown

## Otros personajes
- Hermana Brisa
- Viento del Sur

## Influencia
La serie bebe exclusivamente de las obras de Thornton W. Burgess como Old Mother West Wind, The Adventures of Reddy Fox,  The Adventures of Johnny Chuck, The Adventures of Peter Cottontail y etcétera. A su vez para el autor sirvieron de inspiración sus propias vivencias de la naturaleza y del campo y las Fábulas de Esopo entre muchos otros relatos populares.

## Distribución
La serie se editó en VHS en la mayoría de países donde fue emitida. También se editaron algunas cintas de VHS en España y Latinoamérica.
Algunos capítulos sueltos de las Fábulas del Verde Bosque han sido editados en DVD en los Estados Unidos en lengua española e inglesa aunque principalmente su emisión ha sido en las televisiones nacionales.
En Italia se editaron varios DVD de la serie.
En el año 2007 en Chile el periódico LUN sacó una colección de ocho DVD dobles de series animadas en los que el volumen 7 estaba dedicado a las Fábulas del Verde Bosque, contando con 2 discos con cuatro capítulos cada uno, ocho en total.
En el año 2011 en Japón y China salió a la venta la serie completa en DVD totalmente remasterizada, con mejor imagen y sonido.

## Merchandising
La serie propició cantidad de artículos para su venta tales como cómics, barajas de cartas, figuras, álbumes y puzles. También se han realizado exposiciones de pintura y representaciones teatrales de la serie en algunas partes del mundo.

## Música
En japonés:

Opening: Midori No Hidamari by Micchī (Mitsuko Horie) and Chatterers

Ending: Rocky To Polly (Rocky and Polly) by Micchī and Chatterers
En español tanto la introducción como el cierre fueron interpretados por Juan Guillermo Aguirre.

## Curiosidades
- En la serie aparte de los animales también intervienen algunos seres humanos ya que en las inmediaciones del bosque se encuentra la granja del Señor Brown. Los hombres se muestran durante toda la serie sin rostro (a excepción de Tom en los últimos episodios).
- Los animales son antropomorfos, durante toda la serie utilizan ropa como chalecos o sombreros.
- Durante la serie no se dibuja ninguna escena de depredación aunque la abuela zorra y Brillantín siempre intentan capturar a los demás animales. Se puede ver a los habitantes del bosque alimentarse de huevos, peces, escarabajos y miel.
- Inicialmente Juanita vivía en la casa de Juanito pero finalmente se descartó dejando a este último viviendo solo en su refugio.
- En el capítulo 19 del anime Shirobako se homenajea la serie mediante otro título conocido como Andes Chucky.

## Título en otros idiomas
- Dieren Verhalen van het Groene Woud (Neerlandés)

- Fables de la Foret Verte (Francés)

- Fables of the Green Forest (Inglés)

- Peter Cottontail in The Green Forest (Inglés)

- Peter Cottontail and Friends (Inglés)

- Rocky Chuck the Mountain Rat (Inglés)

- Rocky Chuck The Woodchuck (Inglés)

- The Adventures of Bob Quail (Inglés)

- Le favole della foresta (Italiano)

- Fábulas da Floresta Verde (Portugués)

- Os Bichos da Floresta Verde (Portugués)

- Παραμύθια του Πράσινου Δάσους (Griego)

- Rocky und seine Freunde (Alemán)

- Djuren I Gröna Skogen (Sueco)

- Jonnys Aventyr (Sueco)

- Jonnyn Seikkailut (Finlandés)

- Vihreän Metsän Eläimiä (Finlandés)

- Povestiri din Padurea Verde (Rumano)

- Opowieści z zielonego lasu (Polaco)

- Сказки зеленого леса (Ruso)

- Yeşil Orman Fablları (Turco)

- الغابة الخضراء (Árabe)

- סיפורי היער הירוק (Hebreo)

- موش کوهستان (Persa)

- داستان‌های جنگل سبز (Persa)

- 森林小故事（小山鼠） (Chino)

- 산쥐 록키 처크 (숲속의 동물가족) (Coreano)

- Yama Nezumi Rocky Chuck (Japonés)

- 山ねずみ ロッキーチャック (Japonés)